# Dômes de Miage
Dômes de Miage – szczyt w Masywie Mont Blanc, w grupie górskiej Trélatête. Leży we Francji (departament Górna Sabaudia). Szczyt można zdobyć ze schronisk refuge Durier (3367m) lub Rifugio des Conscrits (2580 m).
Pierwszego wejścia dokonali E.T.Coleman, F.Mollard i J.Jacquemont 2 września 1858 r.